# José Cid

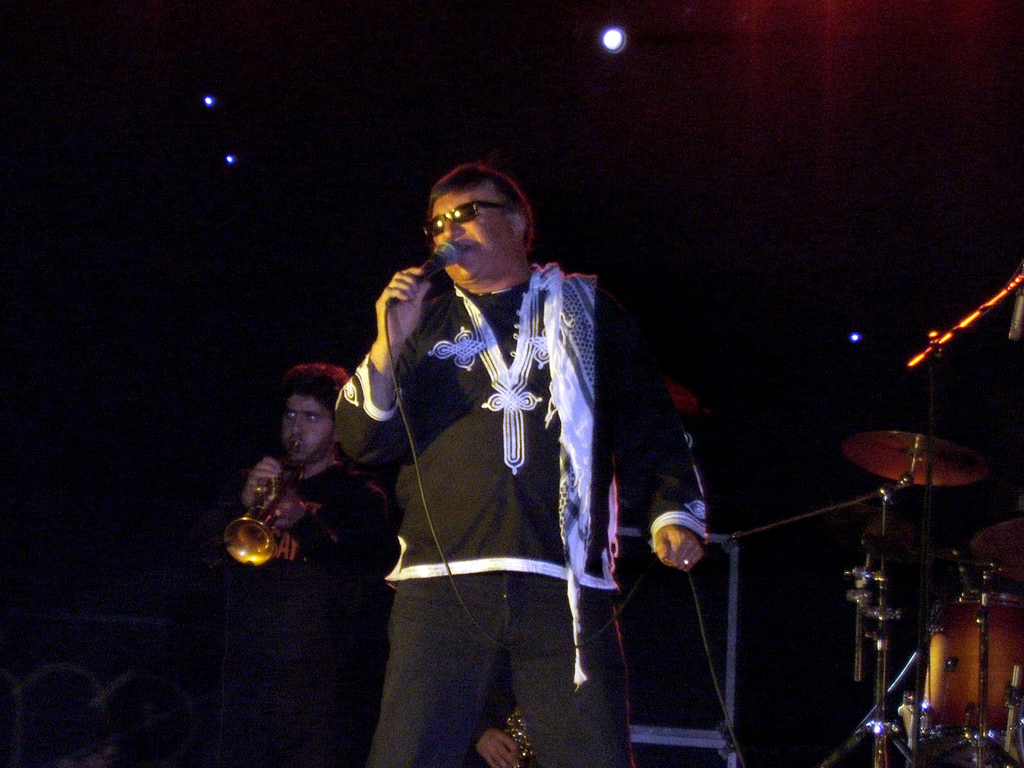
José Cid in 2007

José Cid (Chamusca, 4 februari 1942) is een populaire Portugese zanger.

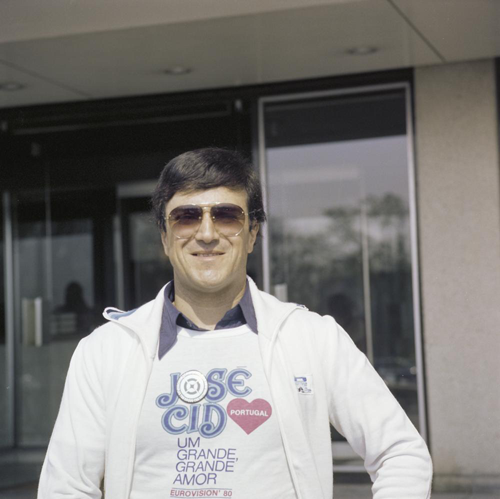
José Cid in 1980

In 1980 vertegenwoordigde hij Portugal op het Eurovisiesongfestival in Den Haag met het lied Um grande, grande amor. Het aanstekelijke lied werd 7de, Portugal werd in 1972 ook 7de en het zou tot het festival van 1996 duren vooraleer die plaats verbeterd werd, 6de namelijk.
De slechte resultaten van Portugal zijn vooral te wijten dat het een taal is die weinig mensen begrijpen met vele doffe klanken (zoals het Nederlands). Cid had dat begrepen en maakte een heuse Europese melodie van zijn refrein, die als volgt klonk.
Addio, Adieu, Auf Wiedersehen, Goodbye. Amore, Amour, Meine Liebe, Love of my Life ...'
Hij is een gevierd zanger in zijn land en had grote hits met liedjes als "Olá vampiro bom", "A Rosa que te dei", "Como o macaco gosta de banana", "Mosca Superstar" en "Cai neve em Nova York". In 1998 gaf hij nog eens acte de présence op het Eurovisiesongfestival, toen hij het liedje "Se eu te pudesse abraçar" componeerde. Vertolkt door de groep Alma Lusa (waarvan ook Cid zelf deel uitmaakte), en gedirigeerd door Mike Sergeant (die als arrangeur al betrokken was geweest bij "Um grande, grande amor"), behaalde het lied een gedeelde twaalfde plaats.
1964: António Calvário · 
1965: Simone de Oliveira · 
1966: Madalena Iglésias · 
1967: Eduardo Nascimento · 
1968: Carlos Mendes · 
1969: Simone de Oliveira · 
1971: Tonicha · 
1972: Carlos Mendes · 
1973: Fernando Tordo · 
1974: Paulo de Carvalho · 
1975: Duarte Mendes · 
1976: Carlos do Carmo · 
1977: Os Amigos · 
1978: Gemini · 
1979: Manuela Bravo · 
1980: José Cid · 
1981: Carlos Paião · 
1982: Doce · 
1983: Armando Gama · 
1984: Maria Guinot · 
1985: Adelaide Ferreira · 
1986: Dora · 
1987: Nevada · 
1988: Dora · 
1989: Da Vinci · 
1990: Nucha · 
1991: Dulce Pontes · 
1992: Dina · 
1993: Anabela · 
1994: Sara Tavares · 
1995: Tó Cruz · 
1996: Lúcia Moniz · 
1997: Célia Lawson · 
1998: Alma Lusa · 
1999: Rui Bandeira · 
2001: MTM · 
2003: Rita Guerra · 
2004: Sofia Vitória · 
2005: 2B · 
2006: Nonstop · 
2007: Sabrina · 
2008: Vânia Fernandes · 
2009: Flor-de-Lis · 
2010: Filipa Azevedo · 
2011: Homens da Luta · 
2012: Filipa Sousa · 
2014: Suzy · 
2015: Leonor Andrade · 
2017: Salvador Sobral · 
2018: Cláudia Pascoal · 
2019: Conan Osíris · 
2021: The Black Mamba · 
2022: Maro · 
2023: Mimicat · 
2024: Iolanda · 
2025: Napa
- Biblioteca Nacional de España: XX1379229
- Gemeinsame Normdatei: 1065848242
- International Standard Name Identifier: 0000 0000 7043 119X
- MusicBrainz: 61999b78-db51-4331-b8d3-7fff1bc8bf70
- Virtual International Authority File: 294250068